# 横田神社 (東みよし町)
横田神社（よこたじんじゃ）は、徳島県東みよし町にある神社である。

## 歴史
創建年は不詳。
明治の神社明細帳によると弁財天とも称しており、元々は200m四方もあった大きな境内を有し、周囲に池をめぐらしていたと伝わる。1911年（明治44年）に、鴨神社に合祀されたが、1922年（大正11年）に氏子によって再び現社地に小祠が建立された。
式内社・横田神社と考えられる古社で、『阿波志』には「横田祠延喜式小祀と為す。今廃す鴨村横田に存す」とある。

## 祭神
- 市杵島姫命

## 交通
- JR徳島線「阿波加茂駅」より徒歩で約10分。